# 1068 Nofretete
1068 Nofretete är en asteroid i huvudbältet som upptäcktes den 13 september 1926 av den belgiske astronomen Eugène Joseph Delporte. Dess preliminära beteckning var 1926 RK. Den namngavs sedan efter Nefertiti, hustrun till den egyptiska faraon Amenhotep IV, Akhenaton.
Senare har asteroid nummer 3199 fått namnet Nefertiti. Nofretete är hennes tyska namn.
Nofretetes rotationstid har beräknats till 6,15 timmar.